# Palazzo Zanelli

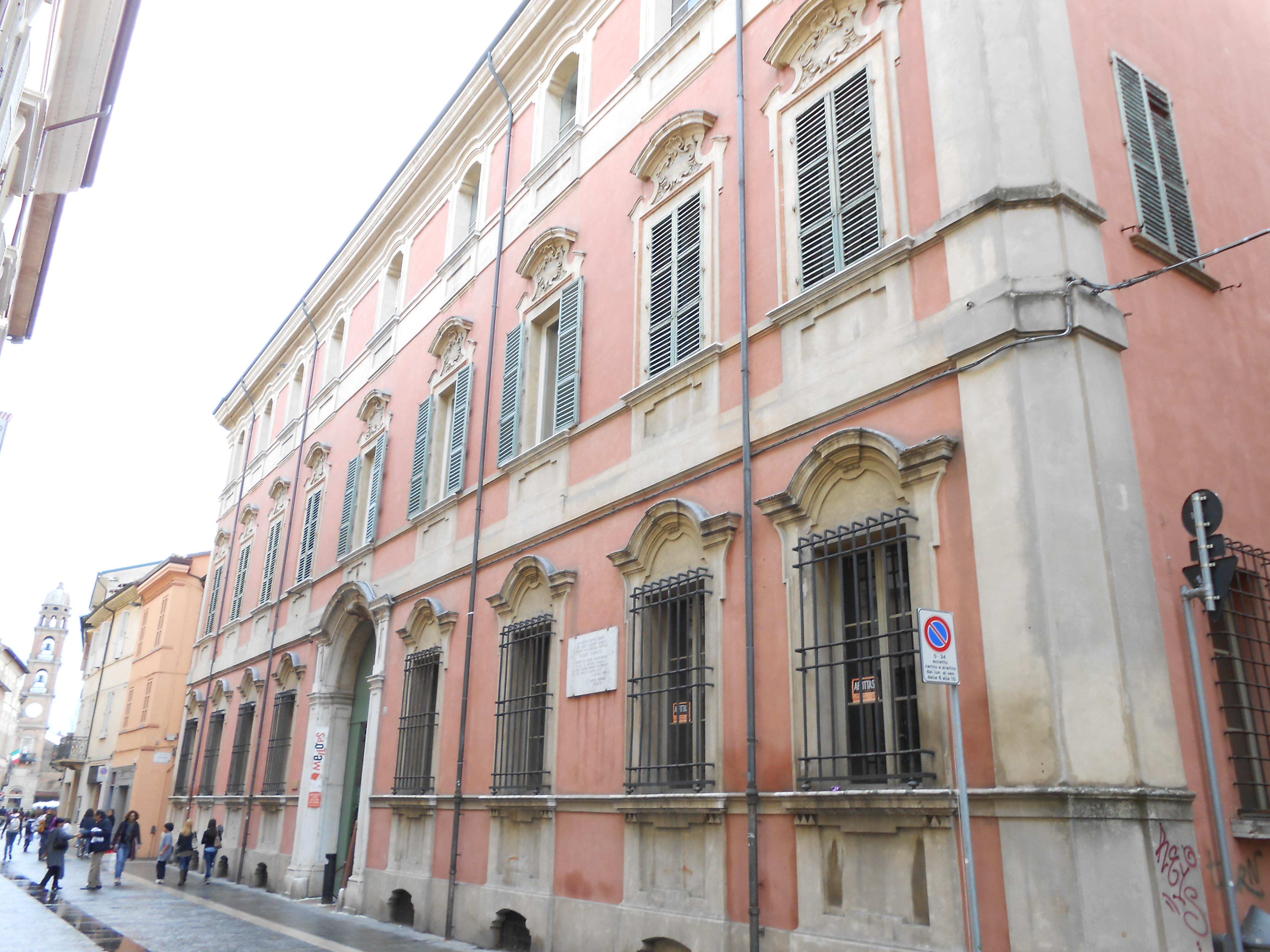
Fassade zum Corso Mazzini des Palazzo Zanelli in Faenza

Der Palazzo Zanelli, später auch Palazzo Pasolini Zanelli, ist ein Barockpalast aus dem 18. Jahrhundert in Faenza in der italienischen Region Emilia-Romagna. Er liegt am Corso Mazzini 52.

## Geschichte

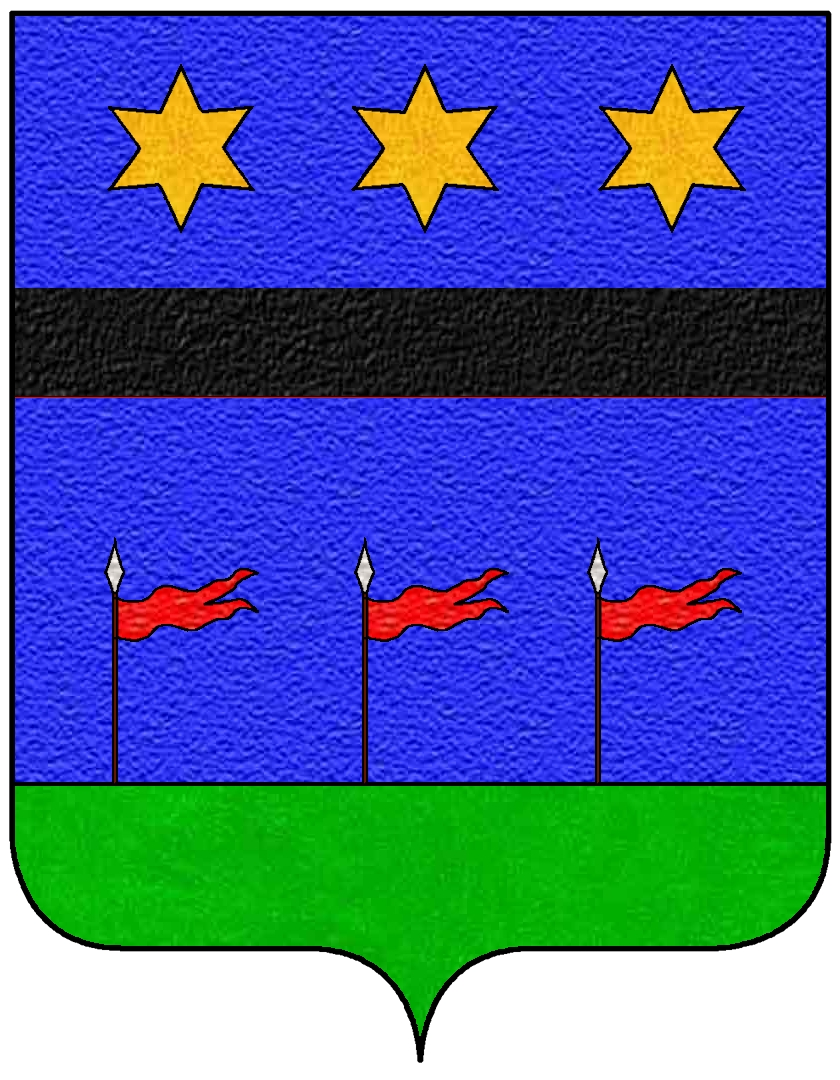
Familienwappen der Grafen Zanelli

Der Palast wurde 1745 im Auftrag von Graf Scipione Zanelli erbaut, der 1722 in Faenza geboren wurde und 1792 in Rom verstarb. Er war der Neffe von Papst Pius VI. und zeichnete auch für den Canal Naviglio Zanelli verantwortlich, eine Wasserstraße, die Faenza mit der Adria verband und am 20. Januar 1783 eingeweiht wurde. Nach dem Tod von Scipione Zanelli fiel der Palast an seinen Neffen, Graf Pasolini aus Cesena, daher die Bezeichnung „Palazzo Pasolini Zanelli“.
In der Nacht vom 23. Februar 1797 weilte Napoleon Bonaparte dort. Im ersten Obergeschoss wurden die Gewölbedecken von Gaspare Mattioli und Antonio Liverani dekoriert.
Im Jahre 1874 heirateten der Graf Giuseppe Pasolini Zanelli und Silvia Baroni Semitecolo, die einen literarischen Salon einrichtete, den auch Giosuè Carducci besuchte.